# Cylindrepomus bivitticollis
Cylindrepomus bivitticollis là một loài bọ cánh cứng trong họ Cerambycidae.